# Палета
Палета је танка равна површина коју сликари користе за мешање боја. Углавном се прави од дрвета, пластике, кермаике или другог инертног непорозног материјала који се може лако обликовати. Ређе се могу видети палете направљене од стакла, али бројни сликари наводе да су им такве омиљене. Најпознатији тип палете је танка дрвена палета, дизајнирана тако да је сликар може лако држати у руци, као и одложити на страну. Палете за водене боје се најчешће праве од пластике са удубљењима у којима сликари могу мешати боје. 
Оригинално значење израза је означавало одабир боја. Палете су такође универзални симбол сликарства и уметности уопште, поред четкица, на пример у симболу Microsoft Paint. У дигиталној ери израз палета је добио и друго значење и често се користи у рачунарској графици. Осим тога, израз се користи и за кутију са сенкама за очи.

## Мокре палете
Мокре палете су посебна врста палета код којих је боја стално влажна како не би дошло до сасушења боје. Састоје се из сунђера, папира отпорног на воду (нпр. папир за печење, силиконски папир или пергамент) и посуде у коју се све смешта. Боја се ставља на папир и стално је мокра због осмозе. Мокре палете се лако праве, али се могу и купити.

## Историја
Древни египатски уметници мешали су боје на малим даскама. У европском сликарству палета је била позната тек у 15. веку. На цртежу из 9. века приказан је апостол Лука који слика Богородицу, држећи у руци посуду са бојом. Ченино Ченини, у својој расправи „Ккњига о уметности”, не помиње ово прилагођење, иако је детаљно анализирао питање мешања боја за приказ различитих предмета. Стари мајстори, све до ренесансе, при раду у уљу, претходно су мешали боје на исти начин као и при сликању темперама. Ђорђо Вазари прича да је болоњски уметник Аспертини држао посуде са бојама за појасом док је радио. На слици из 1519. године апостол Лука је приказан са веома малом палетом, како примећује Д. Киплик, тада су палете биле намењене нијансираним унапред мешаних боја.
Временом су изабрана два оптимална облика за палете - правоугаони и овални, палета је добила отвор за прст у углу ради лакшег држања при раду. Рад Теодора Мајерна (рукопис де Мајерна, 1620. – састављен из Мајернових разговора са уметницима) даје упутства за прављење палете импрегниране лепком. Дрвена даска би се патапала у посуду са раствором лепка на ватри, а затим је држана под притиском како би се избегло савијање. Како аутор напомиње, таква палета постаје „веома добра“ након што уметник неко време ради на њој. Најпогоднијим материјалом за дрвену палету сматрало се да је дрво које има два битна квалитета – густину и лакоћу (јавор, буква, шимшир, крушка, јабука)..
Сам распоред боја на палети и њихов избор могу помоћи у откривању особина индивидуалног стила уметника, детаља процеса рада. Понекад се на личним изложбама мајстора, уз њихове радове, излажу и палете. Најчешће је било постављање боја дуж горње ивице палете према њиховом редоследу у спектру боја и кретање од светле ка тамнијој боји. Након рада, палета се мора очистити лопатицом и насуво обрисати, остављајући на њој само чисте боје..

## Материјал
Дрво за палету може бити било шта осим четинара, које се не залама и не ломи се. Најбоље врсте дрвета су лагане: крушка, јавор, орах. Да палета не црпи уље из боја, импрегнира се уљем, врућим воском или прекрива уљним лаком. Ово последње је пожељно, јер се лак током рада не раствара бојама. Удобне палете су дебеле близу отвора за држач прста и тање према горњој и левој ивици. Палете од шперплоче су јаке, али пошто су свуда исте дебљине, веома су тешке.
За рад са акварелом, тако да уметник види боју без изобличења како ће бити постављена на папир, палета мора бити бела и непрозирна. Палете за аквареле су направљене од порцелана или фајанса, пластике са отворима за разблажене боје. Погодна је метална палета у облику кутије, чија је унутрашњост прекривена белим емајлом. Најлакша и најприступачнија опција за палету акварела је обичан лист белог папира. За гваш се користе палете истих материјала. Такве палете се могу користити за причвршћивање сунђера на влажни папир, фарбање у плочицама, папир за упијање.